# Palazzo della Marra
Il Palazzo della Marra, costruito nel  Rinascimento sui resti di un precedente edificio, rappresenta l'unico esempio di barocco leccese sorto al di fuori del Salento.
Ospita dal 2007 la sede della Pinacoteca De Nittis.

## Storia
Sin dalla metà del XVI secolo palazzo della Marra fu dimora di famiglie aristocratiche del luogo: vi risiedettero gli Orsini e poi i Della Marra. Questi, grazie a lavori di ristrutturazione, arricchirono l'edificio rimaneggiando la facciata e restaurando le raffigurazioni della Vecchiaia e della Giovinezza che dominano il balcone principale, insieme alle cinque mensole che lo sostengono, rappresentanti mostri, cani e grifi. Al di sopra del portale corre il fregio con la scritta Della Marra, le cui lettere sono circondate da amorini alati. La grande loggia affacciata al mare è composta da cinque arcate delle volte a crociera, ove alloggiano decorazioni ispirate ai temi allegorici della vita. L'edificio, costruito su tre livelli, presenta alle proprie spalle un'elegante corte interna con loggiato e colonne.
Nel 1700 il palazzo passò alla famiglia Fraggianni che, nel corso del secolo, si adoperò apportando numerose scelte decorative negli interni. A cavallo tra il XIX ed il XX secolo, l'edificio fu acquistato dal mecenate costruttore Donato Ceci, che lo ristrutturò completamente, salvandolo dall'abbattimento imposto dallo Stato.
Nel 1958 venne venduto al demanio statale, che, dopo lunghi anni d'abbandono, eseguì un restauro condotto dalle Soprintendenze per i beni architettonici e per il paesaggio e dalla Soprintendenza per il patrimonio storico artistico ed etnoantropologico di Bari e Foggia. Dal 2007 ospita la Pinacoteca De Nittis.

## Descrizione
La facciata è suddivisa verticalmente in due parti. La superficie inferiore è caratterizzata da un bugnato molto fitto realizzato con blocchi di pietra sbozzati. Nel mezzo si trova il portale d'ingresso, separato dalle pareti laterali attraverso l'uso di una colonna addossata ad una parasta. Entrambe presentano decorazioni alternate rispetto alla superficie liscia realizzando un particolare slancio delle medesime verso l'alto. Il piano terreno è separato in facciata dai livelli superiori grazie ad un fregio finemente decorato, all'interno del quale, tra figure allegoriche in perenne movimento vi sono le lettere che compongono, lungo tutto il prospetto, da sinistra verso destra, la denominazione dell'edificio. Su di esso il resto della struttura muraria risulta interamente intonacata con una cromatura molto vicina a quella della pietra. Il fronte presenta una sostanziale asimmetria, essendo bucato da una parte da una sola finestra per piano, dall'altra da due finestre. In corrispondenza del portale d'accesso, al primo livello vi è l'elegante balcone di rappresentanza con due porte-finestre che ne permettono l'utilizzo, sostenuto da cinque mensole. Lungo l'asse centrale, all'ultimo piano campeggia una sola finestra permettendo così una certa gerarchizzazione digradante tra le bucature dei diversi livelli.